# 別列卡河
別列卡河（羅馬化：Bereka）是烏克蘭的河流，位於該國東部哈爾科夫州，屬於北頓涅茨河的支流，發源自别列卡村西北，河道全長82公里，流域面積897平方公里。

## 河流特征
河流发源在乌克兰哈爾科夫州洛佐瓦區别列卡村，向东南方向流淌，在下游转向东方向流淌。在伊久姆區的彼得里夫斯凱注入北頓涅茨河。河口距河源直线距离634公里。河長82公里，流域面積897平方公里。流经地区主要是低地，河道坡度0.78米/公里。河道蜿蜒，寬5-8米，有的地方可達15-20米，河水深0.5-0.8米，岸低，底泥濘。上游的山谷呈對稱形状，寬約500米，中游山谷寬1.5-2公里，下游擴大到9公里，斜坡逐漸不對稱。山谷的斜坡和高地的连接处有山梁和溝壑。距河口12公里處的流量是2.44立方米/秒。河流经洛佐瓦區的别列克斯科水庫，存水925萬立方米，水域面積328公頃。河上游有貝列茨基保護區。
1969-1997年建设的第聶伯-頓巴斯運河穿過别列卡河下游的洪泛區，和河流共用一部分河道，导致河水文特徵發生了變化。長度從102（一说113）公里減少到82公里，流域面積從2680平方公里減少到897平方公里。